# Ciutat Vella de Montevideo
Ciudad Vieja (θjuˈðað ˈβjexa, Ciutat Vella) és el nom que rep el nucli antic de la ciutat de Montevideo, capital de l'Uruguai. Actualment, és un dels barris principals de la ciutat. En els darrers anys ha experimentat una sèrie de canvis, essent una de les zones més actives de la vida nocturna. És en aquesta zona on es troben la majoria de les discoteques i pubs. També és la seu del Mercado del Puerto, un restaurant clàssic de la ciutat. El port més gran de l'Uruguai es troba a la Ciudad Vieja.
Part d'aquesta transformació es deu a la campanya de la Intendència Municipal, ja que la major part de la ciutat va estar abandonada durant dècades.

## Història
Fins al 1829, es trobava envoltada per un mur que la protegia de possibles invasions. Quan el mur va ser destruït, l'única part que es va conservar va ser la Porta de la Ciutadella, la qual és un emblema d'aquesta part de la ciutat. Alguns carrers recorden la presència del mur, com Ciudadela (ciutadella) o Brecha, que fa referència al lloc on van entrar els britànics durant la invasió anglesa de 1807. El carrer antic Sarandí es va transformar en un carrer de vianants el 1992, el qual va incrementar l'activitat turística i comercial. El 2005 es va estendre fins a la Plaça de la Constitució.
La Ciudad Vieja alberga edificis de l'època colonial. El Cabildo (construït entre 1804 i 1812), el Teatre Solís, la Catedral Metropolitana i diversos museus, com el Museu Torres García, el Museu Gurvich, el Museu d'Art Precolombí i Indígena o el Museu d'Arts Decoratives al Palacio Taranco figuren entre els més destacats.

## Galeria

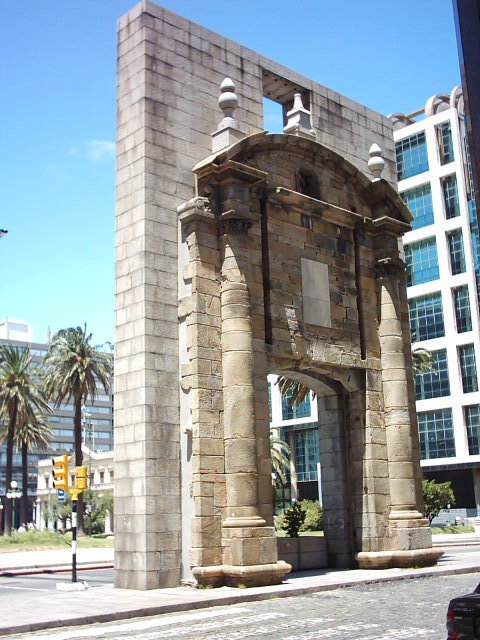
Porta de la Ciutadella.
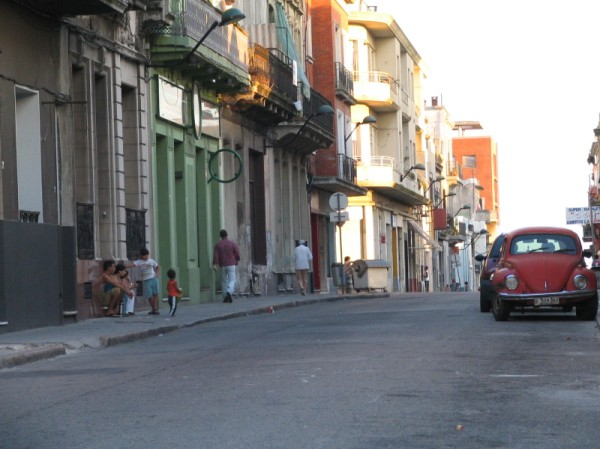
Carrer a la Ciudad Vieja.